# Bloodletting (Overkill)
Bloodletting è l'undicesimo album in studio del gruppo musicale thrash metal statunitense Overkill, pubblicato nel 2000 dalla Metal-Is Records.

## Curiosità
Era dai tempi di The Years of Decay che la band non aveva una formazione composta da quattro elementi. Difatti, proprio dieci anni prima, nel (1990) rimase orfana del chitarrista Bobby Gustafson. Successivamente, torneranno ad essere due i componenti ad imbracciare la chitarra nel gruppo.

## Tracce
1. Thunderhead – 5:39
2. Bleed Me – 4:30
3. What I'm Missin' – 4:36
4. Death Comes Out to Play – 5:02
5. Let It Burn – 5:18
6. I, Hurricane – 5:04
7. Left Hand Man – 6:10
8. Blown Away – 6:43
9. My Name Is Pain – 4:17
10. Can't Kill a Dead Man – 4:05

## Formazione
- Bobby Ellsworth – voce
- D.D. Verni – basso
- Dave Linsk – chitarra
- Tim Mallare – batteria